# Hoßkirch
Hoßkirch là một đô thị ở huyện Ravensburg ở bang Baden-Württemberg thuộc nước Đức. Đô thị này có diện tích 15,81 km², dân số thời điểm 31 tháng 12 năm 2020 là 750 người.

## Địa lý
Hoßkirch nằm ở phía nam của dãy núi Wagenhart, phía đông của Ostrach và phía tây của Altshausen   Phía nam của ngôi làng là Königseggsee.

## Lịch sử

### Từthời tiền sửđến thời kỳ kết thúc củaĐế quốc La Mã Thần thánh
Vào thời kỳ đồ đá mới, khu định cư được phát hiện. Nhà thờ Hoßkirch lần đầu tiên được đề cập vào năm 1098 trong một tài liệu từ tu viện Weingarten như một nhà thờ tư gia .Năm 1269, khu định cư được trao quyền thành phố bởi tu viện trưởng Hermann von Biechtenweiler của Weingarten. Năm 1418 thị trấn bị hỏa hoạn thiêu rụi hoàn toàn. Từ năm 1535, tu viện Weingarten đã bán Hoßkirch cho các lãnh chúa của Königsegg. Với sự kết thúc của Đế quốc La Mã Thần thánh, sự liên kết kéo dài hàng thế kỷ của địa điểm với Nhà Königsegg đã thay đổi.

### Kể từ khi thuộc về Württemberg
Năm 1806, Hoßkirch trở thành một phần của Vương quốc Württemberg và được giao cho Oberamt Saulgau. Với cải cách quận trong thời kỳ Đức Quốc xã ở Württember , Hoßkirch đến quận Saulgau mới được xác định vào năm 1938.
Trong Chiến tranh thế giới thứ hai, một đoàn tàu tiếp liệu đã bị máy bay cho nổ tung gần Hồ Hoßkirch.
Năm 1945, thị trấn trở thành một phần của vùng chiếm đóng của Pháp và do đó thuộc bang Württemberg-Hohenzollern thời hậu chiến. Năm 1952, đô thị được sát nhập vào bang Baden-Württemberg.

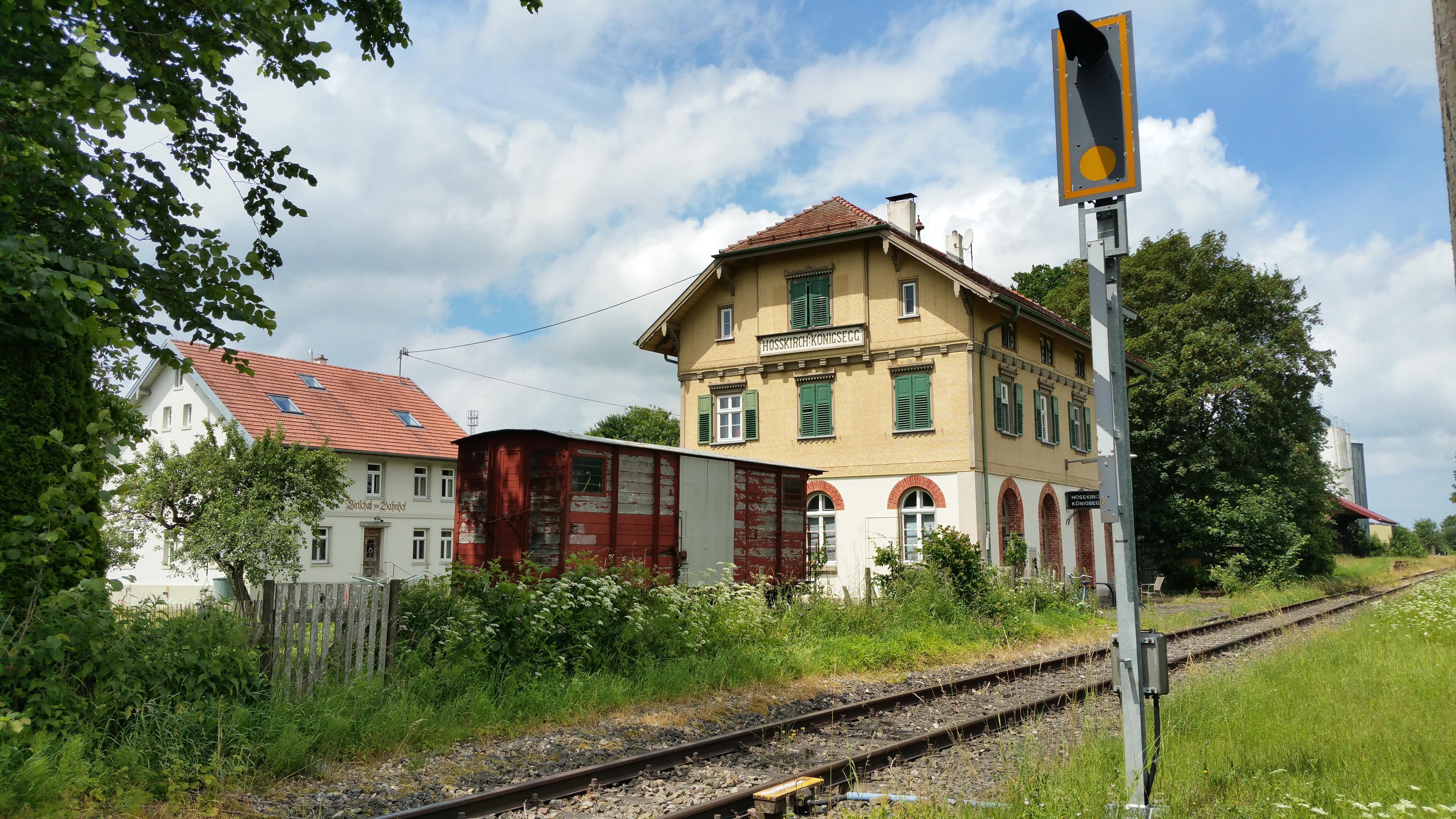
Nhà ga Hoßkirch-Königsegg

Vào ngày 1 tháng 1 năm 1970, đô thị Hüttenreute được hợp nhất vào Hoßkirch.